# Schlesiske lavland
Schlesiske lavland (eller Schlesiske slette, polsk: Nizina Śląska, tjekkisk: Slezská nížina, tysk: Schlesische Niederung) er et lavland beliggende i Schlesien, Polen i Centraleuropa. En lille del ligger i Tjekkiet . Det er en del af den centraleuropæiske slette. Det schlesiske lavland er en fysisk-geografisk makroregion. Det er den varmeste region i Polen.

## Større byer
Befolkningstal fra 2018
- Wrocław (640.648)
- Opole (128.137)
- Kędzierzyn-Koźle (61.062)
- Opava (55.996)
- Racibórz (54.882)
- Nysa (44.044)
- Oleśnica (37.242)
- Brzeg (35.930)
- Oława (32.927)
- Lubliniec (23.818)
- Kluczbork (23.661)
- Prudnik (21.170)
- Pyskowice (18.456)
- Namysłów (16.490)
- Krapkowice (16.381)
- Jelcz-Laskowice (15.792)